# 강령탈춤
강령탈춤(康翎탈춤)은 황해남도 강령군 강령읍에 전승되어 오던 탈춤으로 한국전쟁 뒤 월남한 연희자들에 의해 현재 서울에서 전승되고 있다. 대한민국의 국가무형문화재 제34호로 지정되어 있다.

## 유래
유래에 대해서는 해주감영(海州監營)에서 매년 5월 단오절에 각처의 탈놀이패를 초치하여 놀이의 경연을 베풀었으며 그 가운데서 가장 잘한 놀이패와 놀이꾼에게는 후한 상이 내려진 것이 발전의 계기가 되었다는 설과 옹진군 북면은 옛 수사(水使)의 본영으로서, 강령의 놀이패를 초치하여 놀았다는 설이 있다. 또 일제강점으로 해주감영이 폐쇄되자 강령 출신의 관기(官妓) 김금옥(金錦玉)이 가무에 능하였는데 고향으로 돌아와 탈춤을 중흥시키는데 기여하였다는 설이 있다. 이상의 설들을 토대로 하면 19세기까지는 강령에 탈춤놀이패가 성립되었음을 알 수 있으나 1920년대에 이르러 점차 쇠퇴하다가 일시 중단되었다.

## 구성
제1 사자춤마당은 사자와 원숭이가 도도리곡으로 한바탕 춤을 춘다. 제2 원숭이춤마당은 원숭이가 춤을 추면서 놀이판을 정리한다. 제3 말뚝이춤마당(첫목춤)은 말뚝이 둘이 만나는 장면을 연희하다가 도도리타령ㆍ굿거리장단에 맞추어 춤춘다. 제4 상좌춤마당은 상좌둘이 좌우에서 놀이판 가운데로 들어오다가 장단에 맞추어 춤춘다. 제5 양반춤마당은 진한, 마한, 변한양반, 도련님 말뚝이 둘이 굿거리장단에 맞추어 춤을 추고 재담을 나눈 다음 타령장단에 맞추어 깨끼리춤을 춘다. 제6 노장(老長) 중춤마당은 먹중 2, 말뚝이 2, 마부 2, 남강(南江)노인, 취발이 등이 북ㆍ장고를 들고 타령장단에 맞추어 춤을 추다가 재담을 나누고 이어 상좌 둘이 노장을 모시고 나오고 먹중이 퇴장한 뒤 노장과 소무와의 정사가 있고 취발이 노장을 내쫓는다. 제7 영감ㆍ할미광대춤마당은 타령과 굿거리장단에 춤추는 용산삼개집을 영감이 어루고, 할멈이 등장하여 세사람 갈등이 있고 영감에게 버림받은 할멈이 퇴장한 다음 영감과 소무가 춤추다가 퇴장한다.
이들 각 마당은 독립성이 강하여 그 주제도 서로 다르나 다른 탈춤과 비슷한데 요약해 보면 사자춤·상좌춤에서는 벽사(辟邪)의 의식무(儀式舞), 먹중춤·노승춤에서는 파계승에 대한 풍자, 양반춤에서는 양반계급에 대한 저항, 영감과 할미광대춤에서는 일부처첩(一夫妻妾)의 가정비극과 서민생활상의 폭로 등을 내용으로 하고 있다.
사용되는 탈은 말뚝이(팔먹중 겸용), 사자, 원숭이, 먹중, 상좌, 마부, 맏양반, 둘째양반, 셋째양반(재물대감), 도령, 영감(재물대감겸용), 노승, 취발이 등 19개이며, 탈의 재료는 종이가 주이고 대나무, 토끼털 등이 쓰인다.
반주 악기는 피리, 해금, 대금, 장구, 북으로 이루어졌으며, 장단은 도드리, 타령, 굿거리장단이 사용된다.
강령탈춤이 경기도 산대놀이와 교류관계를 가졌음은 알려져 있는 사실이나 경남 가산 오광대와의 비슷한 점은 한국 탈놀음 서로간의 영향을 살펴 볼 수 있는 계기가 된다.

## 봉산탈춤과 차이점
황해도 탈춤은 그 춤사위, 탈복, 탈, 재담 등으로 보아 봉산, 재령, 안악 등지의 평야지대의 탈춤을 대표하는 봉산탈춤과 옹진, 강령, 해주 등지의 해안지대의 탈춤을 대표하는 해주탈춤으로 나누어 보면 강령탈춤은 해주탈춤의 하나로 봉산탈춤과 함께 황해도 탈춤의 쌍벽을 이룬다. 봉산탈춤과 강령탈춤의 차이점은 다음과 같다.
- 강령탈은 사실적인 얼굴로 인물탈인데 비해 봉산탈은 귀면형(鬼面型)의 목탈이다.
- 의상은 강령탈춤의 옷은 회색 칡베장삼으로 그 소매 홍태기는 땅에 닿을 정도로 길며, 봉산탈춤의 옷은 화려한 더거리에 붉고 푸른 띠를 띤다.
- 춤사위는 강령탈춤은 느린 춤사위로 장삼춤인데 비해 봉산탈춤은 깨끼춤이 기본이다.
- 연희 내용에 있어서도 놀이마당의 순서와 등장인물에 차이가 있으나 크게 보아서는 별 차이가 없다.
- 강령탈춤은 7마당으로 구성되었으며 등장인물은 모두 20명이다.(특징)

## 기능보유자
기능보유자로 위촉받은 사람은 다음과 같다.
- 김정순(金正順, 1923년생, 상좌)
- 김실자(金實子, 1928년생, 둘째양반, 마부)
- 이정석
- 송용태
- 김원직 ( 金圓直 )

- 정영미 ( 鄭英美 )
- 백은실 ( 白銀實 )

- 옥용준 ( 玉龍俊 )

## 같이 보기
- 봉산탈춤

## 참조 자료
- 이 문서에는 다음커뮤니케이션(현 카카오)에서 GFDL 또는 CC-SA 라이선스로 배포한 글로벌 세계대백과사전의 내용을 기초로 작성된 글이 포함되어 있습니다.
- 본 문서에는 서울특별시에서 지식공유 프로젝트를 통해 퍼블릭 도메인으로 공개한 저작물을 기초로 작성된 내용이 포함되어 있습니다.